# Química organoarsènica
Un compost organoarsènic dins la química organoarsènica, és un compost químic que conté algun enllaç químic entre àtoms d'arsènic i carboni. La química organoarsènica estudia les seves propietats químiques i reactivitat. Uns pocs compostos organoarsènics, també anomenats compostos organoarsenicals, es produeixen industrialment per a ser usats com insecticida, herbicida i fungicida. En general, aquestes aplicacions estan en disminució pel seu impacte negatiu sobre el medi ambient i la salut humana. El compost primigeni del qual deriven els altres és l'arsina. Hi ha biomolècules amb organoarsènic.

## Història
El compost organoarsènic més antic és el pudent cacodil, registrat l'any 1760. El compost farmacèutic de tipus organoarsènic salvarsan va contribuir al premi Nobel atorgat a Paul Ehrlich.

## Síntesi i classificació
L'arsènic es troba normalment en estat d'oxidació (III) i (V), tal com es veu en els halurs ASX₃ (X = F, Cl, Br, I) i AsF₅. Per tant, els compostos organoarsènics es troben normalment en aquests dos estadis d'oxidació.
Els àcids fenilarsònics es poden obtenir per reacció de l'àcid arsènic amb anilina en l'anomenada reacció de Béchamp.
Són coneguts diversos heterocíclics que contenen arsènic (III). Aquests inclouen l'arsole, anàleg d'arsènic del pirrole, i l'arsabenzè, anàleg arsènic de la piridina.

## Compostos organoarsènics representatius
| Organoarsènic                           | R           |                                | Massa molar | Nombre CAS | Propietats             |
| 10,10'-oxibis-10H-fenoxarsina           |             | 10,10'-oxybis-10H-Phenoxarsine | 502.2318    | 58-36-6    |                        |
| Trifenilarsina                          | Fenil       | Triphenylarsine                | 306.23      | 603-32-7   | Punt de fusió 58-61 °C |
| Fenildicloroarsina                      | fenil, clor | Fenildicloroarsina             | 222.93      | 696-28-6   |                        |
| Roxarsona                               |             | Roxarsona                      | 263.04      | 121-19-7   |                        |
| Arsenobetaïna                           |             | Arsenobetaïna                  |             | 64436-13-1 |                        |
| Compostos organoarsènics representatius |             |                                |             |            |                        |